# Ken Liu
Ken Liu (Lanzhou, Xina, 1976) és un autor estatunidenc d'origen xinès de ciència-ficció i fantasia, a més de traductor, advocat i programador informàtic. És especialment conegut per la seva sèrie de fantasia èpica The Dandelion Dynasty, la primera obra del gènere silkpunk, i per les seves històries curtes, que han aparegut en reculls de les publicacions F&SF, Asimov, Analog, Lightspeed i Clarkesworld i a diverses antologies. També és reconegut per les seves traduccions a l'anglès d'obres de ciència-ficció xineses, sobretot el primer i tercer llibres de la sèrie The Remembrance of Earth's Past de Liu Cixin.

## Biografia i carrera professional
Liu va néixer el 1976 a Lanzhou, Xina i va passar la seva infantesa amb els seus avis; la seva mare, que va obtenir el doctorat en química als Estats Units, és farmacèutica, mentre que el seu pare és enginyer informàtic. La família va emigrar als Estats Units quan Liu tenia 11 anys i residiren a Califòrnia i Stonington abans d'instal·lar-se a Waterford. Liu es va graduar a la Waterford High School el 1994 i, després, al Harvard College, va estudiar literatura anglesa i informàtica i es graduà el 1998. Després va treballar com a enginyer de programari per a Microsoft i es va incorporar a una start-up a Cambridge (Massachusetts). El 2004 es va graduar en dret a Harvard i, després de treballar com a advocat corporatiu, es va dedicar a fer d'assessor en litigis d'alta tecnologia. Va començar a publicar ficció l'any 2002.
Després d'una llarga carrera escrivint i publicant relats curts, Liu passà a les novel·les de fantasia èpica, començant per The Grace of Kings el 2015. També ha escrit per a l'univers de Star Wars, amb The Legends of Luke Skywalker el 2017.
Juntament amb la seva obra pòpia, Liu també ha traduït a l'anglès les obres de molts autors xinesos, com Liu Cixin, Hao Jingfang, Chen Qiufan, Xia Jia i altres.

## Premis
El relat curt de Liu «The Paper Menagerie» ha estat la primera obra de ficció a guanyar alhora els premis Nebula, Hugo i Mundial de Fantasia. A més, el seu relat «Mono no aware» va guanyar el Premi Hugo de 2013 i el seu conte «The Man Who Ended History: A Documentary» també fou nominat per a un Hugo. La primera novel·la de la sèrie The Dandelion Dynasty, The Grace of Kings, va ser finalista del Premi Nebula de 2016 i guanyadora del Premi Locus de 2016 a la millor primera novel·la.
A més de la seva obra pròpia, la traducció de Liu Cixin de la novel·la The Three-Body Problem (la primera de la trilogia Remembrance of Earth's Past) va guanyar el Premi Hugo 2015 a la millor novel·la, essent així la primera novel·la traduïda que ha guanyat el premi. Liu també va traduir el tercer volum de la sèrie Remembrance of Earth's Past, Death's End, el 2016, que va ser finalista al Premi Hugo de 2017 a la millor novel·la.

## Obres originals

### Novel·les

#### The Dandelion Dynasty
1. The Grace of Kings.  Saga Press, 2015. ISBN 9781481424271.
2. The Wall of Storms.  Saga Press, 2016. ISBN 9781481424301.

#### Diversos
- The Legends of Luke Skywalker.  Disney LucasFilm Press, 2017. ISBN 978-1-4847-8077-0. Arxivat 2020-02-15 a Wayback Machine.

### Reculls
- Liu, Ken. The Paper Menagerie and Other Stories.  Simon & Schuster, 4 octubre 2016. ISBN 978-1481424363.
- Liu, Ken. The Hidden Girl and Other Stories.  Simon & Schuster, 25 febrer 2020. ISBN 978-1982134037.

## Traduccions destacades en anglès

### SèrieRemembrance of Earth's Past
- Llibre 1: The Three-Body Problem, Tor Books, novembre de 2014 (original xinès: 三体, 2008, Liu Cixin)
- Llibre 3: Death's End, Tor Books, setembre de 2016 (original xinès: 死神永生, 2010, Liu Cixin)
- Llibre 4: The Redemption of Time, Tor Books, 2019 (original xinès creat per Li Jun, adaptat per Cixin Liu; 2011)[18]

### Antologies
- Invisible Planets, Tor Books, novembre de 2016
- Broken Stars, Tor Books, febrer de 2019